# Lista de editores e ilustradores das composições de Cécile Chaminade
Nota: Esta é a Lista de editores e ilustradores das composições de Cécile Chaminade ordenada por título, editor, data de publicação, e ilustrador, e não ordenada por número opus/W (Opus até 171, e W até 392), ilustração (algumas foram produzidas pelas próprias editoras) ou notas.
| Título                               | Opus/W | Editor                           | Data | Ilustrador            | Ilustração | Notas     |
| ------------------------------------ | ------ | -------------------------------- | ---- | --------------------- | ---------- | --------- |
| - Piano Trio No. 1                   | 11     | Durand & Schoenewerk             | 1880 | ?                     |            | [ n 1 ]   |
| - Pastorale Enfantine                | 12     | Enoch & Cie.                     | 1885 | Pierre Borie          |            | [ n 2 ]   |
| - Les Noces d'Argent                 | 13     | Enoch & Cie.                     | 1897 | Hyacinthe Royet       |            | [ n 3 ]   |
| - Capriccio                          | 18     | Enoch & Cie.                     | 1890 | George Auriol         |            | [ n 4 ]   |
| - La Sevillane                       | 19a    | La Semaine Artistique & Musicale | 1889 | Théophile Steinlen    |            | [ n 5 ]   |
| - Les Noces d'Or                     | 20b    | Hachette & Co.                   | 1908 | Jean Cadet            |            | [ n 6 ]   |
| - Pas de Sylphes                     | 20b    | Hachette & Co.                   | 1908 | ?                     |            | [ n 7 ]   |
| - Pas de Sylphes                     | 20b    | Enoch & Sons                     | 1908 | ?                     |            | [ n 8 ]   |
| - Piano Sonata                       | 21     | Enoch & Cie.                     | 1893 | Pierre Borie          |            | [ n 9 ]   |
| - Minuetto                           | 23     | Enoch Fréres & Costallat         | 1883 | Pierre Borie          |            | [ n 10 ]  |
| - Deux Morceaux                      | 25     | Adolph Fürstner                  | 1885 | ?                     |            | [ n 11 ]  |
| - Les Amazones                       | 26     | Enoch Fréres & Costallat         | 1888 | Pierre Borie          |            | [ n 12 ]  |
| - Deux Morceaux                      | 27     | Jules Hainauer                   | 1884 | ?                     |            | [ n 13 ]  |
| - Étude Symphonique                  | 28     | Enoch & Cie.                     | 1884 | ?                     |            | [ n 14 ]  |
| - Sérénade                           | 29     | Enoch & Cie.                     | 1884 | Pierre Borie          |            | [ n 15 ]  |
| - Air de Ballet                      | 30     | Enoch & Cie.                     | 1884 | Pierre Borie          |            | [ n 16 ]  |
| - Air de Ballet                      | 30     | Enoch & Sons                     | 1884 | ?                     |            | [ n 17 ]  |
| - Guitare                            | 32     | Enoch Frères & Costallat         | 1885 | ?                     |            | [ n 18 ]  |
| - Valse-Caprice                      | 33     | Enoch Frères & Costallat         | 1885 | ?                     |            | [ n 19 ]  |
| - Piano Trio No. 2                   | 34     | Enoch & Cie.                     | 1886 | ?                     |            | [ n 20 ]  |
| - Six Études de Concert              | 35     | Enoch Frères & Costallat         | 1886 | George Auriol         |            | [ n 21 ]  |
| - Six Études de Concert              | 35     | Enoch Frères & Costallat         | 1886 | E. Buval              |            | [ n 22 ]  |
| - Scherzo                            | 35     | Enoch Frères & Costallat         | 1886 | E. Buval              |            | [ n 23 ]  |
| - Automne                            | 35     | Enoch Frères & Costallat         | 1886 | E. Buval              |            | [ n 23 ]  |
| - Fileuse                            | 35     | Enoch Frères & Costallat         | 1886 | E. Buval              |            | [ n 23 ]  |
| - Pas des Cymbales                   | 36a    | Enoch & Cie.                     | 1887 | L. Denis              |            | [ n 24 ]  |
| - Callirhoë                          | 37     | Enoch Frères & Costallat         | 1890 | ?                     |            | [ n 25 ]  |
| - Callirhoë                          | 37     | Enoch & Sons                     | 1890 | ?                     |            | [ n 26 ]  |
| - Pas des Amphores                   | 37b    | Enoch & Cie.                     | 1888 | ?                     |            | [ n 27 ]  |
| - Pas des Amphores                   | 37b    | Enoch Frères & Costallat         | 1888 | Lelogelais            |            | [ n 28 ]  |
| - Pas des Écharpes                   | 37b    | Enoch & Cie.                     | 1888 | Pierre Borie          |            | [ n 29 ]  |
| - Pas des Écharpes                   | 37b    | Enoch Frères & Costallat         | 1888 | Lelogelais            |            | [ n 30 ]  |
| - Marine                             | 38     | Enoch Frères & Costallat         | 1906 | Pierre Borie          |            | [ n 31 ]  |
| - Toccata                            | 39     | Enoch Frères & Costallat         | 1887 | Pierre Borie          |            | [ n 32 ]  |
| - Concertstück                       | 40     | Enoch & Cie.                     | 1888 | ?                     |            | [ n 33 ]  |
| - Pierrette                          | 41     | Enoch Fréres & Costallat         | 1889 | Pierre Borie          |            | [ n 34 ]  |
| - Pierrette                          | 41     | Enoch & Sons                     | 1889 | Paul Balluriau        |            | [ n 35 ]  |
| - Les Willis                         | 42     | Enoch & Cie.                     | 1889 | Pierre Borie          |            | [ n 36 ]  |
| - Sous l'Aile Blanche des Voiles     | 45     | Enoch & Cie.                     | 1890 | ?                     |            | [ n 37 ]  |
| - Noël des Marins                    | 48     | Enoch & Cie.                     | 1890 | ?                     |            | [ n 38 ]  |
| - Les Filles d'Arles                 | 49     | Enoch & Cie.                     | 1890 | ?                     |            | [ n 39 ]  |
| - La Lisonjera                       | 50     | Ricordi                          | 1897 | Alfredo Montalti      |            | [ n 40 ]  |
| - La Livry                           | 51     | Ricordi                          | 1890 | V.R.                  |            | [ n 41 ]  |
| - Arlequine                          | 53     | Ricordi                          | 1890 | ?                     |            | [ n 42 ]  |
| - Six Pieces Romantiques             | 55     | Enoch, Père & Fils               | 1890 | L. Denis              |            | [ n 43 ]  |
| - Scaramouche                        | 56     | Enoch Frères & Costallat         | 1890 | Hyacinthe Royet       |            | [ n 44 ]  |
| - Andante et Scherzettino            | 59     | Enoch Frères & Costallat         | 1889 | Pierre Borie          |            | [ n 45 ]  |
| - Les Sylvains                       | 60     | Enoch & Cie.                     | 1892 | ?                     |            | [ n 46 ]  |
| - Arabesque No. 1                    | 61     | Enoch & Cie.                     | 1890 | ?                     |            | [ n 47 ]  |
| - Barcarolle                         | 62     | Enoch & Cie.                     | 1880 | Pierre Borie          |            | [ n 48 ]  |
| - À Travers Bois                     | 63     | Enoch Frères & Costallat         | 1892 | Pierre Borie          |            | [ n 49 ]  |
| - À Travers Bois                     | 63     | The John Church Company          | 1892 | —                     |            | [ n 50 ]  |
| - Marthe et Marie                    | 64     | Enoch & Cie.                     | 1893 | Pierre Borie          |            | [ n 51 ]  |
| - Nocturne Pyrénéen                  | 65     | Enoch Frères & Costallat         | 1892 | Pierre Borie          |            | [ n 52 ]  |
| - Nocturne Pyrénéen                  | 65     | Enoch & Sons                     | 1892 | —                     |            | [ n 53 ]  |
| - Caprice Espagnol (La Morena)       | 67     | Enoch & Cie.                     | 1892 | Pierre Borie          |            | [ n 54 ]  |
| - Les Fiancés                        | 68     | Enoch Frères & Costallat         | 1892 | Pierre Borie          |            | [ n 55 ]  |
| - L'Angélus                          | 69     | Enoch & Cie.                     | 1893 | Pierre Borie          |            | [ n 56 ]  |
| - Le Pêcheur et l'Ondine             | 70     | Enoch & Cie.                     | 1893 | Pierre Borie          |            | [ n 57 ]  |
| - Duo d'Etoiles                      | 71     | Enoch Frères & Costallat         | 1892 | Pierre Borie          |            | [ n 58 ]  |
| - Six Romances sans Paroles          | 76     | Enoch Frères & Costallat         | 1893 | Pierre Borie          |            | [ n 59 ]  |
| - Souvenance                         | 76     | Enoch & Cie.                     | 1893 | ?                     |            | [ n 60 ]  |
| - Chanson Bretonne                   | 76     | Enoch Frères & Costallat         | 1893 | ?                     |            | [ n 61 ]  |
| - Prélude                            | 78     | Enoch & Cie.                     | 1895 | Pierre Borie          |            | [ n 62 ]  |
| - Deux Pièces                        | 79     | Enoch & Cie.                     | 1895 | Pierre Borie          |            | [ n 63 ]  |
| - Chanson Napolitaine                | 82     | Magasins du Bon Marché           | 1899 | Arséne Herbinier      |            | [ n 64 ]  |
| - Ritournelle                        | 83     | Enoch & Sons                     | 1896 | —                     |            | [ n 65 ]  |
| - Ritournelle                        | 83     | Enoch & Sons                     | 1896 | L. Denis              |            | [ n 66 ]  |
| - Trois Préludes Mélodiques          | 84     | Enoch & Sons                     | 1896 | Pierre Borie          |            | [ n 67 ]  |
| - Vert-Galant                        | 85     | Enoch & Sons                     | 1896 | ?                     |            | [ n 68 ]  |
| - Ballade                            | 86     | Enoch & Sons                     | 1896 | ?                     |            | [ n 69 ]  |
| - Six Pièces Humoristiques           | 87     | Enoch & Sons                     | 1897 | ?                     |            | [ n 70 ]  |
| - Thème Varié                        | 89     | Enoch & Cie.                     | 1898 | Pierre Borie          |            | [ n 71 ]  |
| - Quatrième Valse                    | 91     | Enoch & Cie.                     | 1901 | Richard Barabandy     |            | [ n 72 ]  |
| - Danse Créole                       | 94     | Enoch & Cie.                     | 1898 | Pierre Borie          |            | [ n 73 ]  |
| - Six Feuillets d'Album              | 98     | Enoch & Cie.                     | 1900 | Pierre Borie          |            | [ n 74 ]  |
| - Poèmes Évangéliques                | 99     | Enoch & Cie.                     | 1903 | ?                     |            | [ n 75 ]  |
| - Aux Dieux Sylvains                 | 100    | Enoch & Cie.                     | 1900 | Richard Barabandy     |            | [ n 76 ]  |
| - L'Ondine                           | 101    | Enoch & Cie.                     | 1900 | Richard Barabandy     |            | [ n 77 ]  |
| - Joie d'Aimer                       | 102    | Enoch & Cie.                     | 1900 | Richard Barabandy     |            | [ n 78 ]  |
| - Divertissement                     | 105    | Enoch & Cie.                     | 1901 | Richard Barabandy     |            | [ n 79 ]  |
| - Concertino                         | 107    | Enoch & Cie.                     | 1902 | A.M.                  |            | [ n 80 ]  |
| - Valse Militaire                    | 109    | Enoch & Cie.                     | 1902 | Richard Barabandy     |            | [ n 81 ]  |
| - Souvenirs Lointains                | 111    | Enoch & Cie.                     | 1903 | Richard Barabandy     |            | [ n 82 ]  |
| - Valse-Ballet                       | 112    | Enoch & Cie.                     | 1902 | Richard Barabandy     |            | [ n 83 ]  |
| - Pastorale                          | 114    | Enoch & Cie.                     | 1904 | George Auriol         |            | [ n 84 ]  |
| - Valse Romantique                   | 115    | Enoch & Cie.                     | 1905 | Marius Stéphane       |            | [ n 85 ]  |
| - Sous le Masque                     | 116    | Enoch & Cie.                     | 1905 | Fernand Louis Gottlob |            | [ n 86 ]  |
| - Sous le Masque                     | 116    | Enoch & Cie.                     | 1905 | ?                     |            | [ n 87 ]  |
| - Valse Tendre                       | 119    | Enoch & Cie.                     | 1906 | A. Morel              |            | [ n 88 ]  |
| - Variations sur un Thème Original   | 120    | Enoch & Cie.                     | 1906 | Pierre Borie          |            | [ n 89 ]  |
| - Deuxième Gavotte                   | 121    | Enoch & Cie.                     | 1906 | A. Morel              |            | [ n 90 ]  |
| - Contes Bleus                       | 122    | Enoch & Cie.                     | 1906 | A. Morel              |            | [ n 91 ]  |
| - Album des Enfants (première série) | 123    | Enoch & Cie.                     | 1906 | George Auriol         |            | [ n 92 ]  |
| - Air de Ballet                      | 123    | Carlos Wehrs & Cie.              | 1914 | ?                     |            | [ n 93 ]  |
| - Album des Enfants (deuxième série) | 126    | Enoch & Cie.                     | 1907 | George Auriol         |            | [ n 94 ]  |
| - Conte de Fées                      | 126    | Enoch, Père & Fils               | 1907 | Pierre Borie          |            | [ n 95 ]  |
| - Poème Provençal                    | 127    | Enoch & Cie.                     | 1908 | George Auriol         |            | [ n 96 ]  |
| - Menuet Galant                      | 129    | Enoch & Cie.                     | 1908 | George Auriol         |            | [ n 97 ]  |
| - Marche américaine                  | 131    | Enoch & Cie.                     | 1909 | George Auriol         |            | [ n 98 ]  |
| - Ronde du Crépuscule                | 133    | Enoch & Cie.                     | 1890 | George Auriol         |            | [ n 99 ]  |
| - La Barque d'Amour                  | 135    | Enoch & Cie.                     | 1910 | George Auriol         |            | [ n 100 ] |
| - Sérénade aux Étoiles               | 142    | Enoch & Cie.                     | 1911 | George Auriol         |            | [ n 101 ] |
| - Scherzo-Caprice                    | 145    | Enoch & Cie.                     | 1912 | George Auriol         |            | [ n 102 ] |
| - Feuilles d'Automne                 | 146    | Enoch & Cie.                     | 1912 | George Auriol         |            | [ n 103 ] |
| - Sérénade Espagnole                 | 150    | Enoch & Cie.                     | 1895 | George Auriol         |            | [ n 104 ] |
| - Sérénade Espagnole                 | 150    | Enoch & Sons                     | 1895 | ?                     |            | [ n 105 ] |
| - Au Pays Dévasté                    | 155    | Enoch & Cie.                     | 1919 | George Auriol         |            | [ n 106 ] |
| - Les Elfes des Bois                 | 159    | Enoch & Cie.                     | 1920 | George Auriol         |            | [ n 107 ] |
| - Lés Sirènes                        | 160    | Enoch & Cie.                     | 1920 | George Auriol         |            | [ n 108 ] |
| - Cinquième Gavotte                  | 162    | Enoch & Cie.                     | 1921 | George Auriol         |            | [ n 109 ] |
| - Romanesca                          | 163    | Enoch & Cie.                     | 1923 | George Auriol         |            | [ n 110 ] |
| - Nocturne                           | 165    | Enoch & Cie.                     | 1925 | ?                     |            | [ n 111 ] |
| - Messe                              | 167    | Enoch & Cie.                     | 1927 | ?                     |            | [ n 112 ] |
| - Air Italien (Au Pays Bleu)         | 170    | Enoch & Cie.                     | 1907 | George Auriol         |            | [ n 113 ] |
| - La Nef Sacrée                      | 171    | Enoch & Cie.                     | 1928 | ?                     |            | [ n 114 ] |
| - Chanson Slave                      | 262    | Enoch & Cie.                     | 1878 | L. Denis              |            | [ n 115 ] |
| - Madrigal                           | 266    | Enoch & Cie.                     | 1886 | L. Denis              |            | [ n 116 ] |
| - La Fiancée du Soldat               | 267    | Enoch & Cie.                     | 1886 | Pierre Borie          |            | [ n 117 ] |
| - L'Ideal                            | 269    | Enoch Frères & Costallat         | 1888 | Pierre Borie          |            | [ n 118 ] |
| - Voisinage                          | 270    | Enoch Frères & Costallat         | 1888 | Pierre Borie          |            | [ n 119 ] |
| - Fleur jetée                        | 275    | Enoch & Cie.                     | 1889 | Richard Barabandy     |            | [ n 120 ] |
| - Amour d'Automne                    | 276    | Enoch & Cie.                     | 1889 | Pierre Borie          |            | [ n 121 ] |
| - Rêve d'un soir                     | 278    | Enoch & Cie.                     | 1890 | Pierre Borie          |            | [ n 122 ] |
| - Les Rêves                          | 280    | Enoch Frères & Costallat         | 1891 | Pierre Borie          |            | [ n 123 ] |
| - Les Rêves                          | 280    | Enoch & Sons                     | 1891 | —                     |            | [ n 124 ] |
| - Tu me dirais...                    | 282    | Enoch & Cie.                     | 1891 | Pierre Borie          |            | [ n 125 ] |
| - Tu me dirais...                    | 282    | Enoch & Sons                     | 1891 | —                     |            | [ n 126 ] |
| - Amoroso                            | 283    | Enoch & Cie.                     | 1891 | Pierre Borie          |            | [ n 127 ] |
| - L'Anneau d'Argent                  | 284    | Enoch Frères & Costallat         | 1891 | Pierre Borie          |            | [ n 128 ] |
| - L'Anneau d'Argent                  | 284    | Enoch & Sons                     | 1891 | —                     |            | [ n 129 ] |
| - Colette                            | 285    | Enoch & Sons                     | 1891 | Pierre Borie          |            | [ n 130 ] |
| - Sur la plage                       | 286    | Enoch & Sons                     | 1892 | Pierre Borie          |            | [ n 131 ] |
| - Berceuse                           | 287    | Enoch & Sons                     | 1892 | Pierre Borie          |            | [ n 132 ] |
| - A l'inconnue                       | 288    | Enoch Frères & Costallat         | 1892 | Pierre Borie          |            | [ n 133 ] |
| - Viens mon bien aimé!               | 290    | Enoch Frères & Costallat         | 1892 | Pierre Borie          |            | [ n 134 ] |
| - Viens mon bien aimé!               | 290    | Enoch & Sons                     | 1892 | —                     |            | [ n 135 ] |
| - L'Amour Captif                     | 292    | Enoch & Cie.                     | 1893 | Pierre Borie          |            | [ n 136 ] |
| - Ma prèmiere Lettre                 | 293    | Enoch Frères & Costallat         | 1893 | ?                     |            | [ n 137 ] |
| - Malgré nous                        | 294    | Enoch Frères & Costallat         | 1893 | Pierre Borie          |            | [ n 138 ] |
| - Les deux coeurs                    | 295    | Enoch & Cie.                     | 1893 | Pierre Borie          |            | [ n 139 ] |
| - Si j'étais jardinier               | 296    | Enoch Frères & Costallat         | 1893 | Pierre Borie          |            | [ n 140 ] |
| - Si j'étais jardinier               | 296    | Enoch & Sons                     | 1893 | —                     |            | [ n 141 ] |
| - Le Noël des Oiseaux                | 297    | Enoch Frères & Costallat         | 1893 | Pierre Borie          |            | [ n 142 ] |
| - Le Noël des Oiseaux                | 297    | Enoch & Sons                     | 1893 | —                     |            | [ n 143 ] |
| - L'été                              | 303    | Joseph Williams                  | 1900 | ?                     |            | [ n 144 ] |
| - Ronde d'Amour                      | 311    | Enoch & Cie.                     | 1895 | Hyacinthe Royet       |            | [ n 145 ] |
| - Viatique                           | 313    | Enoch & Cie.                     | 1895 | Pierre Borie          |            | [ n 146 ] |
| - Toi!                               | 314    | Enoch & Cie.                     | 1895 | Pierre Borie          |            | [ n 147 ] |
| - Chanson Espagnole                  | 315    | Enoch & Cie.                     | 1895 | Pierre Borie          |            | [ n 148 ] |
| - Partout!                           | 316    | Enoch & Cie.                     | 1895 | Pierre Borie          |            | [ n 149 ] |
| - Espoir                             | 317    | Enoch & Cie.                     | 1895 | Pierre Borie          |            | [ n 150 ] |
| - Sans Amour                         | 318    | Enoch & Cie.                     | 1895 | Pierre Borie          |            | [ n 151 ] |
| - Mandoline                          | 319    | Enoch & Cie.                     | 1895 | Pierre Borie          |            | [ n 152 ] |
| - Le Ciel est Bleu                   | 320    | Enoch & Cie.                     | 1895 | Pierre Borie          |            | [ n 153 ] |
| - Mon Coeur Chante!                  | 321    | The John Church Company          | 1896 | —                     |            | [ n 154 ] |
| - Mon Coeur Chante!                  | 321    | Enoch & Cie.                     | 1896 | Henry Viollet         |            | [ n 155 ] |
| - Fleur du Matin                     | 322    | Enoch & Cie.                     | 1896 | Pierre Borie          |            | [ n 156 ] |
| - Avril S'eveille                    | 323    | Enoch & Cie.                     | 1896 | Pierre Borie          |            | [ n 157 ] |
| - Veux-tu?                           | 324    | Enoch & Cie.                     | 1896 | Pierre Borie          |            | [ n 158 ] |
| - Couplets Bachiques                 | 325    | Enoch & Cie.                     | 1896 | Henry Viollet         |            | [ n 159 ] |
| - Nuit d'Été                         | 326    | Enoch & Cie.                     | 1896 | Henry Viollet         |            | [ n 160 ] |
| - Bleus                              | 328    | Enoch & Cie.                     | 1898 | Pierre Borie          |            | [ n 161 ] |
| - Les Présents                       | 330    | Enoch & Cie.                     | 1898 | ?                     |            | [ n 162 ] |
| - Au pays bleu                       | 332    | Enoch & Cie.                     | 1898 | Pierre Borie          |            | [ n 163 ] |
| - Immortalité                        | 336    | Enoch & Cie.                     | 1899 | —                     |            | [ n 164 ] |
| - Reste!                             | 338    | Enoch & Cie.                     | 1899 | Pierre Borie          |            | [ n 165 ] |
| - Nuit Etoilée                       | 341    | Enoch & Cie.                     | 1899 | ?                     |            | [ n 166 ] |
| - L'allée d'émeraude et d'or         | 343    | The John Church Company          | 1903 | —                     |            | [ n 167 ] |
| - Nous nous aimions                  | 344    | Enoch & Cie.                     | 1900 | Pierre Borie          |            | [ n 168 ] |
| - C'etait en Avril                   | 345    | Enoch & Cie.                     | 1900 | Pierre Borie          |            | [ n 169 ] |
| - Petits Coeurs                      | 347    | Enoch & Cie.                     | 1900 | Pierre Borie          |            | [ n 170 ] |
| - Petits Coeurs                      | 347    | The John Church Company          | 1903 | —                     |            | [ n 171 ] |
| - Le Charme d'Amour                  | 351    | Enoch & Cie.                     | 1900 | E.D.                  |            | [ n 172 ] |
| - Au Firmament                       | 352    | Enoch & Cie.                     | 1901 | E.D.                  |            | [ n 173 ] |
| - Ton Sourire                        | 353    | Enoch & Cie.                     | 1901 | ?                     |            | [ n 174 ] |
| - La Plus Jolie                      | 354    | The John Church Company          | 1901 | —                     |            | [ n 175 ] |
| - La Plus Jolie                      | 354    | Enoch & Cie.                     | 1901 | Richard Barabandy     |            | [ n 176 ] |
| - Pourquoi?                          | 356    | Enoch & Cie.                     | 1901 | Richard Barabandy     |            | [ n 177 ] |
| - Pourquoi?                          | 356    | The John Church Company          | 1901 | —                     |            | [ n 178 ] |
| - Alleluia                           | 357    | Enoch & Cie.                     | 1901 | Richard Barabandy     |            | [ n 179 ] |
| - Mirage                             | 358    | Enoch & Cie.                     | 1908 | E.D.                  |            | [ n 180 ] |
| - Écrin                              | 359    | Enoch & Cie.                     | 1902 | A.M.                  |            | [ n 181 ] |
| - Infini                             | 360    | Enoch & Cie.                     | 1902 | A.M.                  |            | [ n 182 ] |
| - Infini                             | 360    | The John Church Company          | 1902 | —                     |            | [ n 183 ] |
| - Bonne Humeur                       | 363    | Enoch & Cie.                     | 1903 | A.M.                  |            | [ n 184 ] |
| - Bonne Humeur                       | 363    | Enoch & Cie.                     | 1905 | —                     |            | [ n 185 ] |
| - Refrain de Novembre                | 364    | Enoch & Cie.                     | 1903 | Maggy Monier          |            | [ n 186 ] |
| - Exil                               | 365    | The John Church Company          | 1904 | —                     |            | [ n 187 ] |
| - Portrait                           | 366    | Enoch & Cie.                     | 1904 | Maggy Monier          |            | [ n 188 ] |
| - Chanson Forestière                 | 367    | Enoch & Cie.                     | 1904 | A. Morel              |            | [ n 189 ] |
| - Départ                             | 369    | Enoch & Cie.                     | 1904 | George Auriol         |            | [ n 190 ] |
| - N'est-ce pas?                      | 370    | Enoch & Cie.                     | 1904 | George Auriol         |            | [ n 191 ] |
| - Son nom                            | 371    | Enoch & Cie.                     | 1904 | George Auriol         |            | [ n 192 ] |
| - Dites-lui                          | 372    | Enoch & Cie.                     | 1905 | Édouard Gendrot       |            | [ n 193 ] |
| - Voix du large                      | 373    | Enoch & Cie.                     | 1905 | Fernand Louis Gottlob |            | [ n 194 ] |
| - Ses Yeux                           | 374    | Enoch & Cie.                     | 1905 | A. Degaud             |            | [ n 195 ] |
| - Avenir                             | 375    | Enoch & Cie.                     | 1905 | Fernand Louis Gottlob |            | [ n 196 ] |
| - Amour Invisible                    | 376    | Enoch & Cie.                     | 1905 | Fernand Louis Gottlob |            | [ n 197 ] |
| - La Lune Paresseuse                 | 377    | Enoch & Cie.                     | 1905 | Fernand Louis Gottlob |            | [ n 198 ] |
| - La Reine de mon Coeur              | 378    | Enoch & Cie.                     | 1905 | Richard Barabandy     |            | [ n 199 ] |
| - Un souffle a passé...              | 379    | Enoch & Cie.                     | 1906 | Richard Barabandy     |            | [ n 200 ] |
| - Chanson de Neige                   | 380    | Enoch Frères & Costallat         | 1906 | A. Morel              |            | [ n 201 ] |
| - Lettres d'Amour                    | 382    | Enoch & Cie.                     | 1910 | ?                     |            | [ n 202 ] |
| - L'Ondine du Léman                  | 384    | Enoch & Cie.                     | 1910 | Jeanne Pétua          |            | [ n 203 ] |
| - Voeu suprême                       | 385    | Enoch & Cie.                     | 1910 | George Auriol         |            | [ n 204 ] |
| - Je Voudrais                        | 386    | Enoch & Cie.                     | 1912 | George Auriol         |            | [ n 205 ] |
| - Le Thrêne du Vieux Roi             | 389    | Enoch & Cie.                     | 1914 | Richard Barabandy     |            | [ n 206 ] |
| - Le Village                         | 390    | Enoch & Cie.                     | 1915 | George Auriol         |            | [ n 207 ] |
| - Sonne, Clairon                     | 391    | Enoch & Cie.                     | 1915 | Clérice Frères        |            | [ n 208 ] |
| - L'Anneau du soldat                 | 392    | Enoch & Cie.                     | 1916 | George Auriol         |            | [ n 209 ] |